# Табор-Великий
Табор-Великий (пол. Tabor Wielki) — село в Польщі, у гміні Бралін Кемпінського повіту Великопольського воєводства.
Населення — 458 осіб (2011).
У 1975-1998 роках село належало до Каліського воєводства.

## Демографія
Демографічна структура станом на 31 березня 2011 року:
|          | Загалом | Допрацездатний вік | Працездатний вік | Постпрацездатний вік |
| -------- | ------- | ------------------ | ---------------- | -------------------- |
| Чоловіки | 234     | 45                 | 170              | 19                   |
| Жінки    | 224     | 42                 | 129              | 53                   |
| Разом    | 458     | 87                 | 299              | 72                   |